# Орловське бронетанкове училище
Орловське бронетанкове училище (рос. Орловское бронетанковое училище) — перше в РСЧА військовий навчальний заклад, який готував офіцерів і техніків автобронетанкових військ в 1930—1960 роках. Розташовувалося в містах Орел, Майкоп, Балашов і Ульяновськ. Повне найменування: Орловське Ордена Леніна Краснозаменное бронетанкове училище ім. Фрунзе.

## Історія
У 1918 році в місті Іваново-Вознесенську (нині Іваново) за ініціативою Фрунзе штабом Ярославського військового округу були відкриті піхотні курси молодших командирів і гуртожиток курсантів. 4 грудня вони були перетворені на 14-е Іваново-Вознесенські курси середнього начальницького складу з восьмимісячним терміном навчання. В 1921 році на базі курсів була сформована 27-я Іваново-Вознесенська піхотна школа.
В 1925 році за ініціативою Фрунзе 27-я Іваново-Вознесенська піхотна школа була переведена в місто Орел. Наказом РВС № 355 від 7 квітня 1925 року школі присвоєно ім'я М. В. Фрунзе. 23 березня 1930 року за бойові заслуги в роки громадянської війни нагороджена Почесним Революційним Червоним Прапором.
15 липня 1930 року на базі школи організована перша в РСЧА бронетанкова школа. Першим начальником і комісаром школи був призначений Сурен Степанович Шаумян — син Степана Шаумяна, одного з 26 бакинських комісарів, розстріляних у 1918 році англійськими інтервентами. За спогадами випускника школи Героя Радянського Союзу К. Н. Абрамова, це була людина «високоосвічений, енергійний, відданий своїй справі, він усього себе віддавав вихованню майбутніх командирів-танкістів.» До 1935 році в школі навчалися 700 курсантів, яких готували стати лейтенантами — командирами взводів, танків БТ. Майбутні радянські офіцери-танкісти вивчали історію ВКП(б) і народів СРСР, Конституцію СРСР, російську мову і математику, тактику і топографію, водіння танка і техніку боїв, радіотехніку і статути, займалися бойової, стройової і фізичної підготовки.
На 1 січня 1936 року технічний парк школи включав: 210 танків (БТ-2 — 48, БТ-5 лінійних — 26, БТ-5 радійних — 2, БТ-7 радійних — 2, Т-26 двобаштових — 19, Т-37 лінійних — 2, Т-27 — 17, Т-18 — 94) і 7 бронемашин (БА-27 — 5, ФАІ, Д-8, Д-12 — 1, БА-І — 1).
16 березня 1937 року школа переформована в Орлівське бронетанкове училище імені М. В. Фрунзе. Багато випускників школи брали участь у бойових діях під час громадянської війни в Іспанії, в боях біля озера Хасан і річці Халхін-Гол, а також під час радянсько-фінської війни.
На 15 серпня 1940 року технічний парк училища включав: 32 БТ-2 кулеметних, 3 БТ-2 гарматних, 24 БТ-5 лінійних, 5 БТ-5 радійних, 13 БТ-7 лінійних, 10 БТ-7 радійних, 2 БТ артилерійських, 1 Т-26 лінійний, 4 Т-26 радійних, 2 Т-26 двобаштових кулеметних, 3 Т-37/38 лінійних, 1 Т-37/38 радійний, 2 ФАІ, 1 БА-10, 1 БА-6, 1 Комінтерн, 2 Комунара, 5 С-60, 1 С-65, 3 ГАЗ-А, 3 М-1, 2 ЗІС-101, 30 ГАЗ-АА, 5 ГАЗ-ААА, 1 всюдихід ГАЗ, 11 ЗІС-5, 1 ЗІС-6, 1 всюдихід ЗІС, 2 пікапа, 2 автобуса штабних, 2 санітарних, 2 пасажирських, 1 майстерня типу «А», 3 бензозаправщика і цистерни, а також одна похідна електроосвітлювальна станція.
Наказом НКО № 0053 від 12 вересня 1940 року переведено на новий профіль навчання (штат № 17/936). Стало готувати лейтенантів на Т-34 (два батальйони) і БТ (два батальйони). Чисельність змінного складу училища становила 1600 курсантів.
З початком Німецько-радянської війни в червні—липні 1941 року училище відправило на фронт два танкових батальйони, автомобільну роту, ремонтно-відновлювальний батальйон, два комуністичних батальйону і одну автобронемастерскую. Зокрема, на початку липня один з танкових батальйонів училища (командир — капітан С. Раздобудько, заступник — капітан І. А. Кадученко) у складі 15 танків (з них 7 — Т-34) був включений у 57-ю танкову дивізію 20-ї армії.
У 1941 році училище евакуйовано в місто Майкоп. Влітку 1942 року з особового складу училища сформована Окрема Орловська танкова бригада, яка воювала у складі Приморської групи Північно-Кавказького фронту.
13 грудня 1942 року училище нагороджено орденом Червоного Прапора. Училище евакуйовано на Урал, в Свердловську область, далі — в місто Балашов Саратовської області, де учні і зустріли день Перемоги.
25 грудня 1943 року в ознаменування 25-ї річниці училище нагороджено орденом Леніна. Після війни училище переїхало до Ульяновська, а 1960 року під час Хрущовської відлиги було розформовано у зв'язку зі скороченням збройних сил.

## Начальники
- Шаумян, Сурен Степанович (станом на 1930 рік)[5]
- Чернявський, Михайло Львович (02.1935 — 8.06.1940) — комбриг, з 04.06.1940 року генерал-майор танкових військ[5], з 1972 року — почесний громадянин міста Орла[1].
- Вармашкин, Сергій Петрович (з серпня 1940 року; станом на 1941—1945 роки) — полковник[5]

## Відомі випускники
До 1941 році училище підготувало понад 6 тисяч командирів-танкістів, багато з яких в роки Німецько-радянської війни стали відомими воєначальниками. 112 випускників були удостоєні високого звання Героя Радянського Союзу (в тому числі, В. А. Буличов, І. Н. Машкарин, М. С. Піскунов, В. І. Ревков, Н. Н. Фомін, А. Т. Шурупів та інші).

## Нагороди та почесні найменування
- Наказом РВС № 355 від 7 квітня 1925 року 27-й Іваново-Вознесенської піхотній школі присвоєно ім'я М. В. Фрунзе[5].
- 23 березня 1930 року за бойові заслуги в роки громадянської війни 27-я Іваново-Вознесенська піхотна школа нагороджена Почесним Революційним Червоним Прапором[5].
- 13 грудня 1942 року училище нагороджено орденом Червоного Прапора[5].
- 25 грудня 1943 року в ознаменування 25-ї річниці училище нагороджено орденом Леніна[5].

## Пам'ять
З 1973 по 2012 рік в місті Орлі діяв Народний музей бойової слави Орловського Ордена Леніна Червонопрапорного бронетанкового училища імені М. В. Фрунзе. Силами «запасів» родичів і близьких, в експозиції музею були зібрані спогади про першому начальнику школи С. С. Шаумяне, представлена його біографія, фотографії викладачів училища, особисті листи та записки танкістів з фронтів Великої Вітчизняної війни, методичні розробки і рекомендації педагогів, написані під час війни, особисті речі випускників училища, детальна карта Берліна (багато випускників училища дійшли до Берліна), книги з автографами відомих воєначальників і більше 2400 інших експонатів.
Станом на 2012 рік, всі експонати передані в Орловський краєзнавчий музей.